# سیارک ۳۳۰۵۸
سیارک ۳۳۰۵۸ (به انگلیسی: 33058 Kovarik، نامگذاری:1997UP20) سی و سه هزار و پنجاه و هشتمین سیارک کشف شده‌است که در ۲۲ اکتبر ۱۹۹۷ کشف شد.